# Prima Divisione Gruppo B (Emirati Arabi Uniti)
La Prima Divisione Gruppo B degli Emirati Arabi Uniti in inglese UAE Division 1 Group B) è stata la terza divisione calcistica degli Emirati Arabi Uniti.
Alla competizione prendevono parte 8 squadre che giocano una contro l'altra per tre volte per un totale di  21 partite. La migliore squadra veniva promossa nella UAE Division 1 Group A.

## Albo d'oro
- 2009-2010:  Dibba Al-Fujairah
- 2010-2011:  Masafi Club
- 2011-2012:  Hatta Club